# Goethe-Gymnasium Schwerin

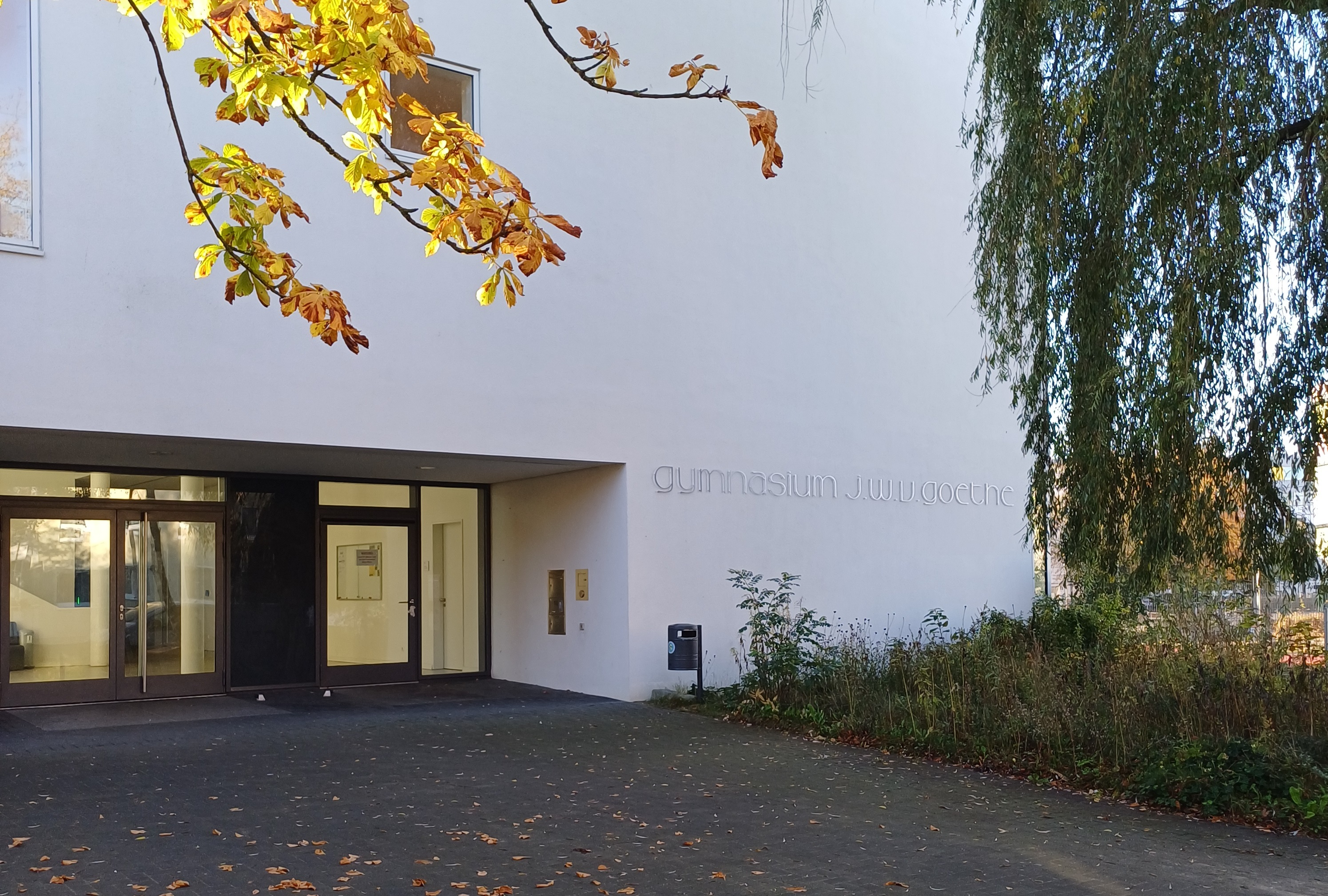
Eingang zum Neubau (2024)

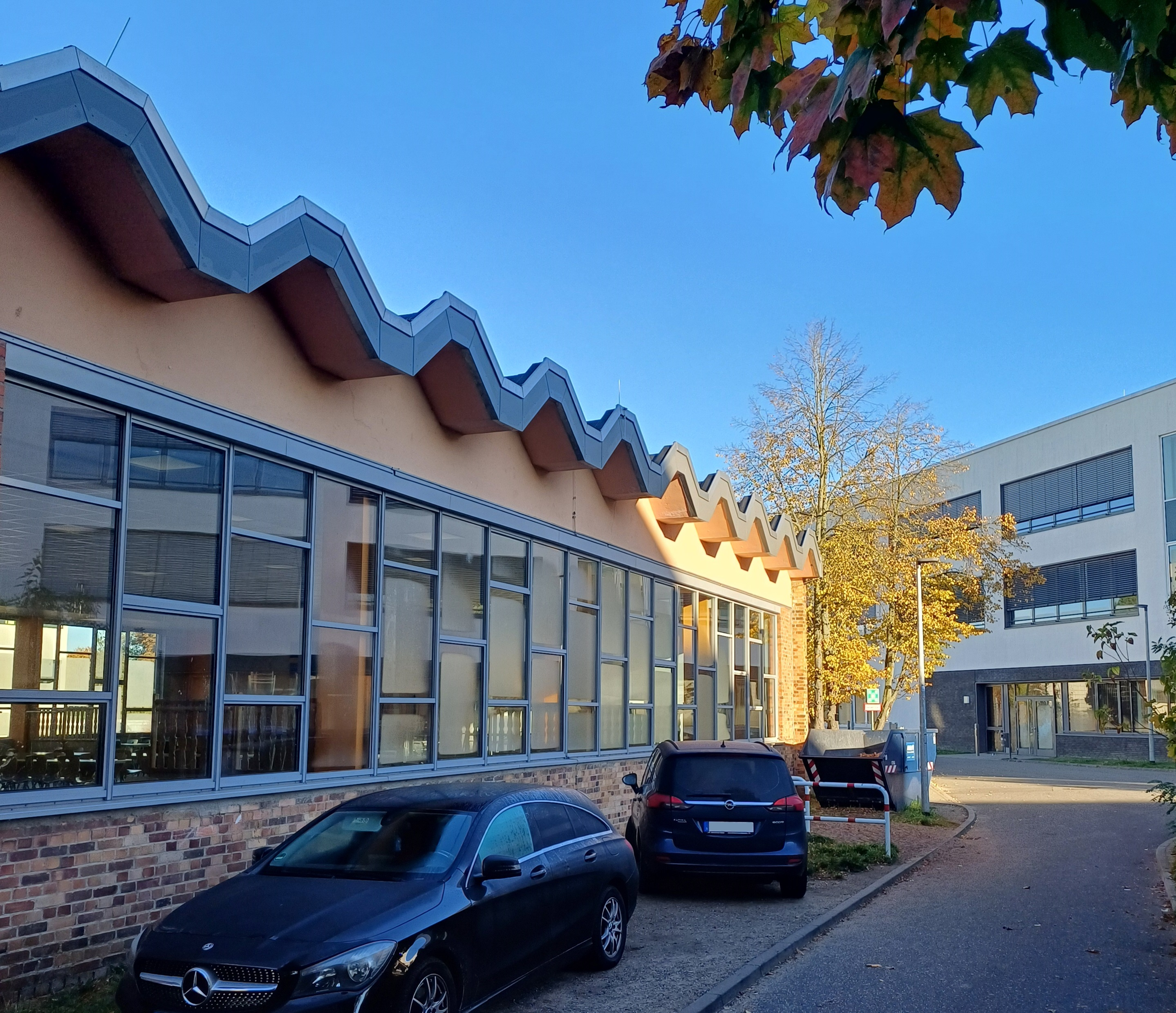
Links: Mensa, rechts: Neubau (2024)

Das Goethe-Gymnasium Schwerin ist ein Gymnasium in Schwerin mit dem Status eines Musikgymnasiums.

## Geschichte
1948/49 entstand die Goethe-Schule am Pfaffenteich als Oberschule für Jungen an der August-Bebel-Straße durch Zusammenlegung des Gymnasiums Fridericianum, des Realgymnasiums in der heutigen Friedensstraße und der Oberrealschule in der Bergstraße. Ab 1950 nahm die Schule Mädchen auf und wurde mit der Oberrealschule für Mädchen zusammengelegt. Ab 1970 gab es einen zweiten Schulstandort im Neubaugebiet Lankow im Nordwesten Schwerins. Bereits 1976 zog die Schule in einen anderen Plattenbau auf dem Großen Dreesch um und 1984 ein weiteres Mal, diesmal in die Weststadt.
Nach der politischen Wende 1989 wurde die Erweiterte Oberschule aufgrund des „Ersten Schulreformgesetzes des Landes Mecklenburg-Vorpommern“ vom 26. April 1991 in ein Gymnasium ab Klasse fünf umgewandelt. 1998 wurde das 1991 gegründete Lessing-Gymnasium aufgelöst und mit dem Goethe-Gymnasium zusammengeschlossen. Hier in der Weststadt wurde die ehemalige 1961 von Heinrich Handorf erbaute Jury-Gagarin-Oberschule zum Musik-Gymnasium umgebaut.
Diese Schule wurde ab 2012 saniert. Gleichsam entstand ein Ersatzneubau im neuen Stil als Anbau. Die Fertigstellung erfolgte zum Schuljahresbeginn 2016/17.

## Musikgymnasium
1979 wurde ein Spezialzweig Musik eingerichtet, der an eine lange musische Tradition und qualifizierte künstlerische Arbeit an der Goethe-Schule anschloss. Beginnend mit Klasse neun wurde eine Spezialklasse für Musik eingerichtet, deren Schülerinnen und Schüler Stimmbildungs- und Instrumentalunterricht erhielten.
1991 kamen ein Kinderchor, ein Kammerorchester sowie eine Big Band zum traditionsreichen Jugendchor hinzu. Seit 1993 erfolgte die musikalische Spezialausbildung ab der siebten Klasse, inzwischen findet sie ab der fünften Klasse statt. 1994 erhielt die Schule den Status eines Musikgymnasiums. Für die Aufnahme in die Musikklasse ist ein Eignungstest notwendig.

## Persönlichkeiten

### Absolventen
- Heinrich Albrecht, Ingenieur
- Erasmus Behm, Internist und Pharmazeut
- Elias Nerlich, deutscher Webvideoproduzent
- Hans Bellin, Internist
- Bruno Benthien, Geograf und Politiker (LDPD, FDP)
- Kurt Biesalski, Autor
- Carl de Boor, Mathematiker
- Friedrich de Boor, Kirchenhistoriker
- Ulrich Brandt, Chemiker
- Volker Bugdahl, Chemiker, Markenspezialist
- Fanny Damaschke, Fernsehansagerin und Moderatorin
- Georg Diederich, Chemiker und Politiker (CDU)
- Barbara Dittus, Schauspielerin und Synchronsprecherin
- Dietrich Dorfstecher, Briefmarkenkünstler, Medailleur und Grafiker
- Ulrich Draugelates, Maschinenbauer
- Andreas Dresen, Filmregisseur
- Sebastian Ehlers, Politiker (CDU)
- Wolfgang Engel, Theaterregisseur und Intendant
- Thomas Flint, Jurist
- Uli Gaulke, Regisseur und Autor
- Horst Gienke, evangelischer Bischof
- Günther Grabbert, Theater- und Filmschauspieler, Rezitator
- Julia Gräfner, Schauspielerin
- Hans-Ulrich Grünberg, Schachspieler
- Klaus Guth, Schauspieler und Synchronsprecher
- Jürgen Hebert, evangelisch-lutherischer Geistlicher und Autor
- Marcel Thomas Andreas Eris, Schauspieler
- Friedrich-Wilhelm Junge, Schauspieler
- Irene Kleinschmidt, Schauspielerin
- Sebastian Kleinschmidt, Redakteur und Publizist
- Gerhard Kohse, Sportreporter
- Renate Krüger, Kunsthistorikerin, Schriftstellerin und Publizistin
- Hinrich Kuessner, Politiker (SPD)
- Stefan Lisewski, Schauspieler
- Enrico Lübbe, Theaterregisseur und Intendant
- Roland Methling, Politiker, ehemaliger Oberbürgermeister von Rostock
- Eike Middell, Literaturwissenschaftler
- Margret Middell, Künstlerin und Grafikerin
- Günter Millahn, Förster, Jäger, Pädagoge und Autor
- Christoph Möckel, Jazzmusiker
- Jörn Mothes, Theologe, Bürgerrechtler und Umweltschützer
- Peter Muzeniek, Grafiker, Illustrator und Karikaturist
- Horst Nizze, Pathologe
- Kurt Nolze, Liedermacher, Sänger und Schauspieler
- Maik Priebe, Theaterregisseur
- Anne Rieckhof, Schauspielerin
- Peter Sanftleben, politischer Beamter
- Klaus Schlüter, Politiker, Mitbegründer der Grünen Liga
- Niels Sönnichsen, Arzt, Dermatologe und Immunologe
- Fritz Tack, Politiker (SED, PDS, DIE LINKE)
- Klaus Wischnewski, Filmautor und Dramaturg
- Torsten Wöhlert, Iranwissenschaftler, Journalist und Politiker
- Dieter Wöstenberg, Arzt und Politiker (FDP)
- Siegfried Zahn, Politiker (DBD, CDU)

### Lehrer
- Hans Erdmann, Musikpädagoge, Musikwissenschaftler und Philologe
- Rudolf Gahlbeck, Maler, Grafiker, Kunstpädagoge und Autor
- Martin Karsten, Pädagoge und Politiker (DDP, CDU)
- Friedrich Schult, Pädagoge, Dichter, Maler und Grafiker
- Ursula von Appen, Lehrerin und Dozentin